# Сансеполькро
Сансеполькро, ранее Борго Сан-Сеполькро (итал. Sansepolcro, Borgo San Sepolcro) — коммуна (город) в Италии, располагается в области Тоскана, в провинции Ареццо.
Бенедиктинская обитель на месте современного города была основана в Средние века пилигримами из Святой земли; город достиг наибольшего развития в XV веке. В начале XVI века его обнёс стенами Джулиано да Сангалло.
Название Сансеполькро вписано золотыми буквами в историю Возрождения как место рождения математика Луки Пачоли и художника Пьеро делла Франческа, некоторые из произведений которого, включая величественное «Воскресение Христа», можно видеть в местном музее. На главной площади установлен памятник художнику.
Население коммуны составляет 16 276 человек (2008 г.), плотность населения составляет 178 чел./км². Занимает площадь 91 км². Почтовый индекс — 52037. Телефонный код — 0575. 
Покровителями коммуны посчитаются святой апостол и евангелист Иоанн Богослов и святой Ромуальд, празднование 27 декабря, 1 сентября и 19 июня.

## Демография
Динамика населения:

## Персоналии
- Николо Аджуинти — физик, математик.
- Пьеро делла Франческа — художник
- Эдуино Франчини — партизан
- Керубино Альберти (1553—1615), итальянский гравёр и живописец.

## Города-побратимы
- Синь (хорв. Sinj), 1981
- Невшатель (фр. Neuchatel), 1997
- Нёв-Мезон (Мёрт и Мозель) (фр. Neuves-Maisons), 1997